# القوات المسلحة الأوكرانية
القوات المسلحة الأوكرانية(بالأوكرانية: Збройні сили України، زبرويني سيلي أوكرايني) وإختصارًا (AFU)، هي القوات المسلحة الرسمية لجمهورية أوكرانيا، تأسست القوات في سنة 1917 وأعيد تأسيسها بعد استقلال أوكرانيا من الاتحاد السوفيتي في عام 1991 وتتضمن هذه القوات القوات البرية الأوكرانية والقوة الجوية الأوكرانية والقوات البحرية الأوكرانية، والقائد الأعلى للقوات هو رئيس أوكرانيا ووزير الدفاع هو في الرتبة الثانية، والقوات المسلحة الأوكرانية هي خامس أكبر قوة مسلحة في العالم من حيث كل من الأفراد النشطين وكذلك العدد الإجمالي للأفراد مع ثامن أكبر ميزانية دفاع في العالم، كما أنها تدير أحد أكبر أساطيل الطائرات بدون طيار وأكثرها تنوعًا في العالم. بسبب الحرب الروسية الأوكرانية، التي ستستمر في عام 2024، وصف وزير الخارجية الأوكراني دميتري كوليبا القوات المسلحة الأوكرانية بأنها "الأكثر خبرة في المعارك في أوروبا". ومع ذلك، تكبدت القوات المسلحة الأوكرانية العديد من الضحايا. ويعتقد أن لدى أوكرانيا سلاح نووي لكن أوكرانيا لم تعلن ذلك حتى الآن.

## مؤسسات عسكرية أخرى في أوكرانيا
تتكون القوات المسلحة الأوكرانية خارج اختصاص وزارة الدفاع:
قوات الداخلية → الحرس الوطني (وزارة الداخلية): 33,300 (بما في ذلك 600 من العمال المدنيين)
الآلية Militsiya (وزارة الشؤون الداخلية)
حرس الحدود: 50,000 (بما في ذلك 8,000 موظف مدني)
الحرس البحر الأوكراني - خفر السواحل داخل جهاز حرس الحدود من دولة أوكرانيا
القوات العسكرية المختلفة من إدارة امن الدولة (أي اسم عام)
قوات الدفاع المدني (وزارة الحالات الطارئة): 10,218 (بما في ذلك العاملين المدنيين 668)
خدمة نقل خاصة من أوكرانيا - (وزارة النقل والاتصالات)
وإن لم يكن مكونات للقوات المسلحة، من المفترض عسكرة هذه المؤسسات بأن تعمل تحت قيادة القوات المسلحة "في زمن الحرب.

## الميزانية العسكرية
في عام 2017، توقعت استراتيجية الأمن القومي الأوكرانية أن تبلغ ميزانية الأمن القومي والدفاع 5% على الأقل من الناتج المحلي الإجمالي لأوكرانيا.
في 21 ديسمبر 2016، اعتمد البرلمان الأوكراني ميزانية الأمن القومي والدفاع لعام 2017 بقيمة 5.172 مليار دولار؛ أي ما يعادل 5% من الناتج المحلي الإجمالي لأوكرانيا . وفي عام 2016، بلغت نفقات الدفاع 4.4 مليار دولار، أي ما يعادل 5% من الناتج المحلي الإجمالي. ويمثل هذا (رقم عام 2016) زيادة بنسبة 23% عن عام 2013 وزيادة بنسبة 65% عن عام 2005. ومن الإجمالي، تم تخصيص 60% للإنفاق على الدفاع و40% على الأمن والشرطة. وشهد عام 2016 أيضًا زيادة بنسبة 30% في الإنفاق على تطوير الأسلحة.
بحلول عام 2014، أدى الفساد، المنتشر تاريخيًا في أوكرانيا، إلى جانب ضآلة الميزانيات، إلى استنزاف الجيش لدرجة أن قدرته على مواجهة الأزمة في شبه جزيرة القرم ودونباس كانت ضئيلة. وتأثرت جميع قطاعات الدفاع الأوكرانية بشدة بالفساد المنهجي، مما يعيق قدرتها على ضمان الأمن القومي. بالإضافة إلى ذلك، قوّض الفساد ثقة الشعب في الجيش كمؤسسة. ورغم الجهود الكبيرة المبذولة لحل هذه المشكلة، كانت هناك دلائل على عدم كفاية الجهود المبذولة. 
أطلقت الحكومة الأوكرانية إصلاحات هيكلية كبرى للجيش لتلبية معايير حلف شمال الأطلسي (الناتو) بحلول عام ،020 لكن قلّةً من الناس اعتقدوا أنها ستنجح في الوفاء بالموعد النهائي. وظلت بعض المشاكل قائمة، على سبيل المثال: غياب الرقابة المدنية والبرلمانية على القوات المسلحة، وضعف التنسيق الداخلي بين مختلف الإدارات، وضعف دمج المتطوعين في الجيش النظامي، وإفلات العسكريين من العقاب وسلوكهم المسيء في مناطق النزاع، والفساد المنهجي وغموض الموارد المالية، لا سيما في شركة "أوكروبورونبروم" التي تحتكر صناعة الدفاع.
في عام 2018 ارتفعت الميزانية العسكرية بشكل كبير، لتصل إلى ما يقارب 5% من الناتج المحلي الإجمالي. وظل الفساد مشكلة خطيرة على جميع مستويات المجتمع الأوكراني، كما أن الافتقار إلى هيكل تنظيمي عسكري حديث أعاق جهود الإصلاح. بحلول عام 2022 أُجريت بعض الإصلاحات.

## عطلات العسكرية
هذه هي أيام العطل العسكرية المهنية للقوات المسلحة الأوكرانية.
- 23 فبراير - يوم المدافع (يحتفل به أساسا ضباط السوفياتي)
- 8 يوليو - يوم الدفاع الجوي
- يوم الأحد الماضي في يوليو - يوم البحرية;[31] ومنذ عام 1997 حتى عام 2011 تم الاحتفال بهذا اليوم في 1 آب[32][33]
- 2 أغسطس - اليوم قوات Airmobile
- 8 أغسطس - اليوم القوات الإشارة
- 7 سبتمبر - اليوم الاستخبارات العسكرية
- 9 سبتمبر - يوم من درع
- 14 سبتمبر - يوم تعبئة الجنود
- 14 أكتوبر - اليوم من الائتلاف العراقي الموحد (أوكرانيا УПА) الأساس
- 29 أكتوبر - اليوم ضباط التمويل
- 3 نوفمبر -يوم قوات الصواريخ والمدفعية
- 3 نوفمبر - يوم للمهندسين
- 6 ديسمبر - اليوم القوات المسلحة؛ الألعاب النارية احتفالية وتحيي تجري في مختلف المدن في أوكرانيا[34]
- 12 ديسمبر - اليوم من القوات البرية
- 23 ديسمبر - اليوم جميع التشغيلي هياكل المراقبة الجنود مستوى.

## الملاحظات
1. ↑  "Сили спецоперацій - яким буде новий рід військ?". espreso.tv (بالأوكرانية). Retrieved 2025-08-04.
2. ↑  "Ukraine's new military branch: Citizens protecting their neighborhood". POLITICO (بالإنجليزية البريطانية). 13 Feb 2022. Retrieved 2025-08-04.
3. ↑  "Zelensky: Ukrainian military to create separate branch dedicated to drones". The Kyiv Independent (بالإنجليزية). 6 Feb 2024. Retrieved 2025-08-04.
4. ↑  Стаття 15. Призовний вік. Призов громадян України на строкову військову службу. На строкову військову службу в мирний час призиваються придатні для цього за станом здоров'я громадяни України чоловічої статі, яким до дня відправлення у військові частини виповнилося 18 років"
Закон № 2232-XII від 25 March 1992 "Про військовий обов'язок і військову службу" (ред. від 15 January 2015)
5. ↑  "Ukraine's Budget for 2024 | Wilson Center". www.wilsoncenter.org (بالإنجليزية). 12 Dec 2023. Retrieved 2025-08-04.
6. ↑  "Ukraine's funding gap — by the numbers". POLITICO (بالإنجليزية البريطانية). 25 Jan 2024. Retrieved 2025-08-04.
7. ↑  "Top 10 countries with the highest military spending as a share of GDP: Where does India rank?". The Indian Express (بالإنجليزية). 24 Jun 2025. Retrieved 2025-08-04.
8. ↑  "Ukraine Support Tracker - A Database of Military, Financial and Humanitarian Aid to Ukraine". Kiel Institute (بالإنجليزية الأمريكية). Retrieved 2025-02-04.
9. ↑  "US arms Ukraine with thousands of seized Iranian guns, rifles and munitions". Al Jazeera (بالإنجليزية). Retrieved 2025-02-04.
10. ↑  Sharma, Ritu (3 Jan 2024). "Indian 155MM Artillery Shells Land Up In Ukraine Despite Delhi's Neutral Stance; Third-Party Export Suspected". EURASIAN TIMES (بالإنجليزية الأمريكية). Retrieved 2025-02-04.
11. ↑  "Ukrainian Drone Force". www.warpowerukraine.com. اطلع عليه بتاريخ 2025-02-04.
12. ↑  Online |, E. T. (30 Nov 2023). "Ukrainian military now most powerful and battle-hardened in Europe, claims Foreign Minister". The Economic Times (بالإنجليزية). Retrieved 2025-02-04.
13. ↑  "UA Losses". ualosses.org. اطلع عليه بتاريخ 2025-02-04.
14. ↑  "Ukraine launches new offensive in Russia's Kursk as war casualties mount". Al Jazeera (بالإنجليزية). Retrieved 2025-02-04.
15. ↑  "NAM Members & Observers". 16th Summit of the Non-Aligned Movement, Tehran, 26–31 August 2012 نسخة محفوظة 8 فبراير 2014 على موقع واي باك مشين.
16. ↑  Parliament approves admission of military units of foreign states to Ukraine for exercises, Kyiv Post (May 18, 2010)"نسخة مؤرشفة". مؤرشف من الأصل في 2012-03-14. اطلع عليه بتاريخ 2014-08-17.{{استشهاد ويب}}:  صيانة الاستشهاد: BOT: original URL status unknown (link)
17. ↑  (بالأوكرانية) Law of Ukraine about structure of Ministry of Internal Affairs 10.01.2002 № 2925-III نسخة محفوظة 14 مارس 2020 على موقع واي باك مشين.
18. ↑  (بالأوكرانية) Law of Ukraine about Motorized military troops of Militsiya 05.05.1995 № 319 نسخة محفوظة 11 مارس 2020 على موقع واي باك مشين.
19. ↑  (بالأوكرانية) Law of Ukraine about structure of State Border Guard Service of Ukraine 03.04.2003 № 661-IV نسخة محفوظة 30 يونيو 2020 على موقع واي باك مشين.
20. ↑  (بالأوكرانية) Law of Ukraine about structure of Civil Defence Forces 22.12.1998 № 328-XIV نسخة محفوظة 14 مارس 2020 على موقع واي باك مشين.
21. ↑  (بالأوكرانية) Law of Ukraine about Special Transportation Service of Ukraine 05.02.2004 № 1449-IV نسخة محفوظة 10 يناير 2020 على موقع واي باك مشين.
22. ↑  "Рада ухвалила держбюджет-2018". Українська правда (بالأوكرانية). Retrieved 2025-08-04.
23. ↑  "Ukraine to allocate $6.3 bln for security, defense in 2018 – Poroshenko". www.unian.info (بالإنجليزية). 14 Sep 2017. Retrieved 2025-08-04.
24. 1 2  "Ukraine to spend 3% of GDP on defense in 2017: Finance minister". www.unian.info (بالإنجليزية). 12 Aug 2016. Retrieved 2025-08-04.
25. ↑  "UNIAN: News of Ukraine this year - the last days in Ukraine". www.unian.info (بالإنجليزية). Retrieved 2025-08-04.
26. ↑  Adriana Lens de Albuquerque and Jakob Heidenskog. "Ukraine: An assessment of defense sector reform" (PDF). اطلع عليه بتاريخ 2025-08-04.
27. ↑  "Ukraine's Toughest Fight: The Challenge of Military Reform". Carnegie Endowment for International Peace (بالإنجليزية). Retrieved 2025-08-04.
28. ↑  "In Ukraine, Corruption Is Now Undermining the Military (Published 2018)" (بالإنجليزية). 19 Feb 2018. Retrieved 2025-08-04.
29. ↑  Milley, Mark A. (23 May 2022). "Valeriy Zaluzhnyy: The 100 Most Influential People of 2022". Time (بالإنجليزية). Retrieved 2025-08-04.
30. ↑  Professional military holidays نسخة محفوظة 10 سبتمبر 2017 على موقع واي باك مشين.
31. ↑  President signs Decree On Celebration of Some Memorable Dates and Professional Holidays, مكتب رئيس أوكرانيا (30 December 2011) [وصلة مكسورة] نسخة محفوظة 27 يناير 2014 على موقع واي باك مشين.
32. ↑  The Global Road Warrior: 100 Country Handbook for the International Business Traveler by Joe Reif، World Trade Press, 2001, ISBN 1-885073-86-0 نسخة محفوظة 21 مارس 2017 على موقع واي باك مشين.
33. ↑  Ukraine Intelligence & Security Activities and Operations Handbook, International Business Publications, USA, 2009, ISBN 0-7397-1661-1 نسخة محفوظة 21 مارس 2017 على موقع واي باك مشين. [وصلة مكسورة]
34. ↑  Festive fireworks and salutes to take place in 9 cities on Sunday, UNIAN (December 3, 2009) "نسخة مؤرشفة". مؤرشف من الأصل في 2010-12-24. اطلع عليه بتاريخ 2014-08-17.{{استشهاد ويب}}:  صيانة الاستشهاد: BOT: original URL status unknown (link)

1. ↑  المشاركة في الأعمال العدائية فقط من سن 25 عامًا على أساس تطوعي حصريًا، اعتبارًا من عام 2024
2. ↑  الاسم الرسمي هو "جمهورية الصين"